# Pericnemis
Pericnemis – rodzaj ważek z rodziny łątkowatych (Coenagrionidae).
Należą do niego następujące gatunki:
- Pericnemis bisaya Villanueva & Dow, 2020
- Pericnemis bonita Needham & Gyger, 1939
- Pericnemis dowi Orr & Hämäläinen, 2013
- Pericnemis flavicornis Needham & Gyger, 1939
- Pericnemis gili Villanueva & Dow, 2020
- Pericnemis incallida Needham & Gyger, 1939
- Pericnemis kiautarum Orr & Hämäläinen, 2013
- Pericnemis lestoides (Brauer, 1868)
- Pericnemis melansoni Villanueva, Medina & Jumawan, 2013
- Pericnemis muragbonita Villanueva & Dow, 2020
- Pericnemis stictica Hagen in Selys, 1863
- Pericnemis triangularis Laidlaw, 1931
- Pericnemis yakal Villanueva & Dow, 2020